# Antamenes vernalis
Antamenes vernalis är en stekelart som först beskrevs av Henri Saussure 1853.  Antamenes vernalis ingår i släktet Antamenes och familjen Eumenidae. Inga underarter finns listade i Catalogue of Life.